# Peter Holmgren
Peter Holmgren (* 14. Mai 1987 in Göteborg) ist ein deutsch-schwedischer Eishockeytorwart, der seit Februar 2017 beim EV Regensburg in der Eishockey-Oberliga unter Vertrag steht.

## Karriere
Holmgren begann seine Karriere in der Saison 2003/04 in der Juniorenmannschaft des Rögle BK und wurde ein Jahr später als Backup in der HockeyAllsvenskan eingesetzt.
Zur Saison 2006/07 zog es ihn nach Dänemark zu den Herning Blue Fox, mit denen er die dänische Meisterschaft gewann, bevor er zu Beginn der Saison 2007/08 zum Bäcken HC in die vierte schwedische Liga wechselte.
Ab Beginn der Saison 2008/09 stand Holmgren beim EHC München in der 2. Bundesliga unter Vertrag, wo er mit der Rückennummer 1 auflief. Mitte Dezember wechselte er zum EV Landsberg 2000 in die Oberliga. Seit der Saison 2010/11 spielt er für die Hannover Indians in der 2. Bundesliga. Zur Saison 2013/14 wechselte Holmgren zu den Eispiraten Crimmitschau in die DEL2, wo er bis 2014 mit der Rückennummer 35 zwischen den Pfosten stand. Anschließend wurde er von den Dresdner Eislöwen verpflichtet und agierte dort als zweiter Torhüter hinter Kevin Nastiuk. Weitere Stationen waren die Heilbronner Falken, bei denen er schnell seine Stammtorhüterposition an Eric Hartzell verlor, und die Oberligisten Füchse Duisburg, zu denen er nach Justin Schrörs Verletzung während der Saison 2016/17 kam. Nach wenigen Monaten wechselte er Ende Januar 2017 zum EV Regensburg.

## Erfolge und Auszeichnungen
- 2007 Dänischer Meister mit den Herning Blue Fox